# Astragalus coccineus
Espèce
Astragalus coccineus est une espèce de plantes à fleurs de la famille des Fabaceae. C'est une plante herbacée originaire d’Amérique du Nord.

## Description
Cette astragale est une plante herbacée pérenne. 

## Répartition et habitat
Elle pousse en Amérique du nord, au sud-ouest des États-Unis et au Mexique.

## Nomenclature et systématique
Cette espèce a reçu d'autres appellations, synonymes mais non valides :
- Astragalus grandiflorus S. Watson
- Astragalus purshii Hook. var. coccineus Parry
- Xylophacos coccineus (Parry) A. Heller